# Parlamentsvalget i Portugal 1884
Parlamentsvalget i Portugal 1884 blev afholdt i Portugal den 29. juni 1884. Resultatet var en sejre for Partido Regenerador, der vandt 110 mandater.

## Resultater
| Parti                           | Stemmer | % | Mandater | +/– |
| ------------------------------- | ------- | - | -------- | --- |
| Partido Regenerador             |         |   | 110      | –12 |
| Partido Progressista            |         |   | 31       | +25 |
| Constituent Party               |         |   | 8        | 0   |
| Partido Republicano Português   |         |   | 2        | +1  |
| Ugyldige/blanke stemmer         |         | – | –        | –   |
| Total                           |         |   | 151      | +14 |
| Registrerede vælgere/deltagelse |         |   | –        | –   |
| Kilde: Nohlen & Stöver          |         |   |          |     |

Resultatet er inkluderet med mandater fra de oversøiske territorier.